# Ambroise Thomas
Pour les articles homonymes, voir Thomas.
Ambroise Thomas, né le 5 août 1811 à Metz et mort le 12 février 1896 à Paris (9e arrondissement) est un compositeur français particulièrement réputé au XIXe siècle pour ses opéras, dont le célèbre Mignon.

## Biographie

### Formation
Fils prodige d’un violoniste de Metz, Jean-Baptiste-Martin Thomas, et d’une cantatrice, Charles-Louis-Ambroise Thomas apprend la musique avec son père en même temps que l’alphabet, pratiquant le piano et le violon. Son père meurt en 1823, laissant la famille sans ressources. Son épouse s’installe à Paris en 1827 et, l’année suivante, Ambroise intègre le Conservatoire de Paris, où il est notamment l’élève de Zimmerman, Dourlen, Lesueur pour la composition, Kalkbrenner pour la classe de piano et Auguste Barbereau pour le contrepoint. Il remporte le premier prix de piano en 1829, le premier prix d’harmonie en 1830 et, après une première tentative infructueuse en 1831, le Prix de Rome en 1832 avec la cantate Herman et Ketty.
Pendant son séjour en Italie à la Villa Médicis, il compose essentiellement de la musique de chambre et se lie avec Hippolyte Flandrin, qui fait son portrait et Ingres, alors directeur de l’Académie. Il voyage ensuite à Vienne, Munich et Leipzig. C’était alors, selon les souvenirs de Léon Escudier, « un jeune homme à la taille élancée, à la physionomie expressive qu’éclairaient des yeux bleus d’une douceur attrayante, à la démarche nonchalante, aux manières élégantes et polies. Ce svelte jeune homme à la voix flexible et pénétrante, ne se faisait pas trop prier quand on l’engageait à se mettre au piano. Il jouait fort bien de cet instrument, non point à la manière des virtuoses de concert en quête de bravos et n’ayant souci que d’une sonorité bruyante, mais en poète qui sait parler au cœur et trouver de fines couleurs pour peindre ses transports et ses rêves. »

### Carrière

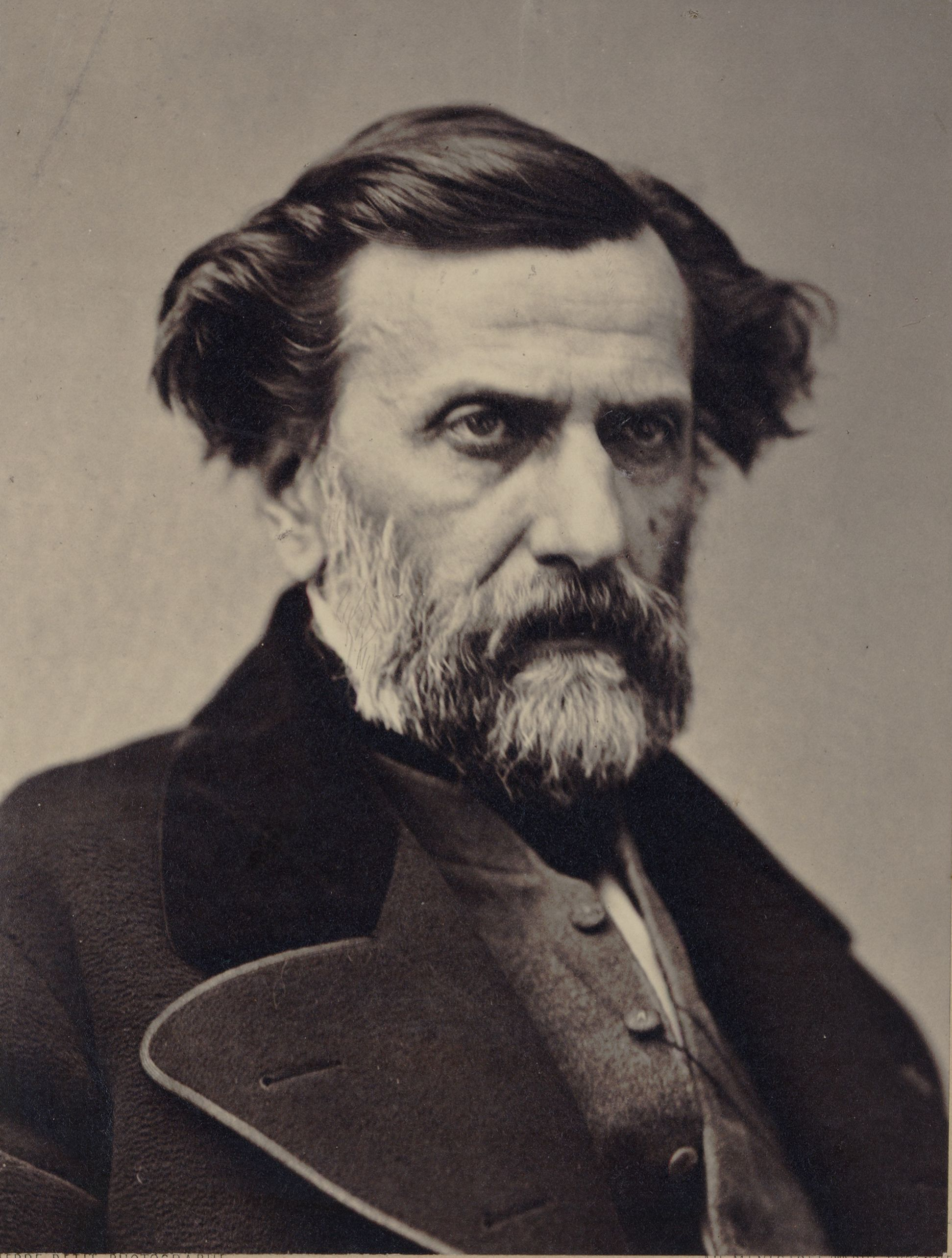
Ambroise Thomas en 1866 par Pierre Petit.

À son retour à Paris en 1837, Ambroise Thomas se lance dans la composition d’opéras, qui seront tous joués. Si certains des opéras de cette période, écrits dans un style léger et mélodieux, ont du succès, aucun ne se maintient durablement au répertoire : La Double Échelle (1837), qui lui vaut les compliments d’Hector Berlioz ; Le Caïd (1849), opéra-bouffe qui remporte un grand succès ; Le Songe d'une nuit d'été (1850), fantaisie dramatique bien accueillie, où l’on rencontre Falstaff et Shakespeare lui-même mais pas Titania ni Obéron ; Raymond (1851), dont l'ouverture est restée populaire, Le Roman d'Elvire, etc. Grâce au succès du Caïd, Ambroise Thomas est triomphalement élu à l’Académie des beaux-arts en 1851, écrasant Berlioz qui n'obtient pas une seule voix.
Ambroise Thomas est nommé professeur de composition au Conservatoire de Paris en 1856, succédant à Adolphe Adam. Il compte notamment Massenet, Édouard Colonne, Théodore Dubois, Albert Bourgault-Ducoudray, Albert Lavignac, Francis Thomé parmi ses nombreux élèves.
Il a la cinquantaine passée lorsque son opéra Mignon (1866), sur un livret tiré du roman de Goethe, Wilhelm Meister (Wilhelm Meisters Lehrjahre), remporte un succès considérable après des débuts hésitants. Dès lors, Ambroise Thomas, dont la renommée était jusqu’alors restée relativement restreinte, accède au statut de compositeur majeur. En 1894, Mignon avait été représenté plus de 1 000 fois au seul Opéra-Comique et avait été présenté sur toutes les scènes d’Europe.
Son opéra suivant, Hamlet (1868), d'après la tragédie de Shakespeare, lui apportera une renommée internationale. L’interprétation de Jean-Baptiste Faure et de Christine Nilsson contribue au succès de l’ouvrage et le compositeur est le premier musicien à recevoir, des mains de Napoléon III, la cravate de commandeur de la Légion d’honneur.

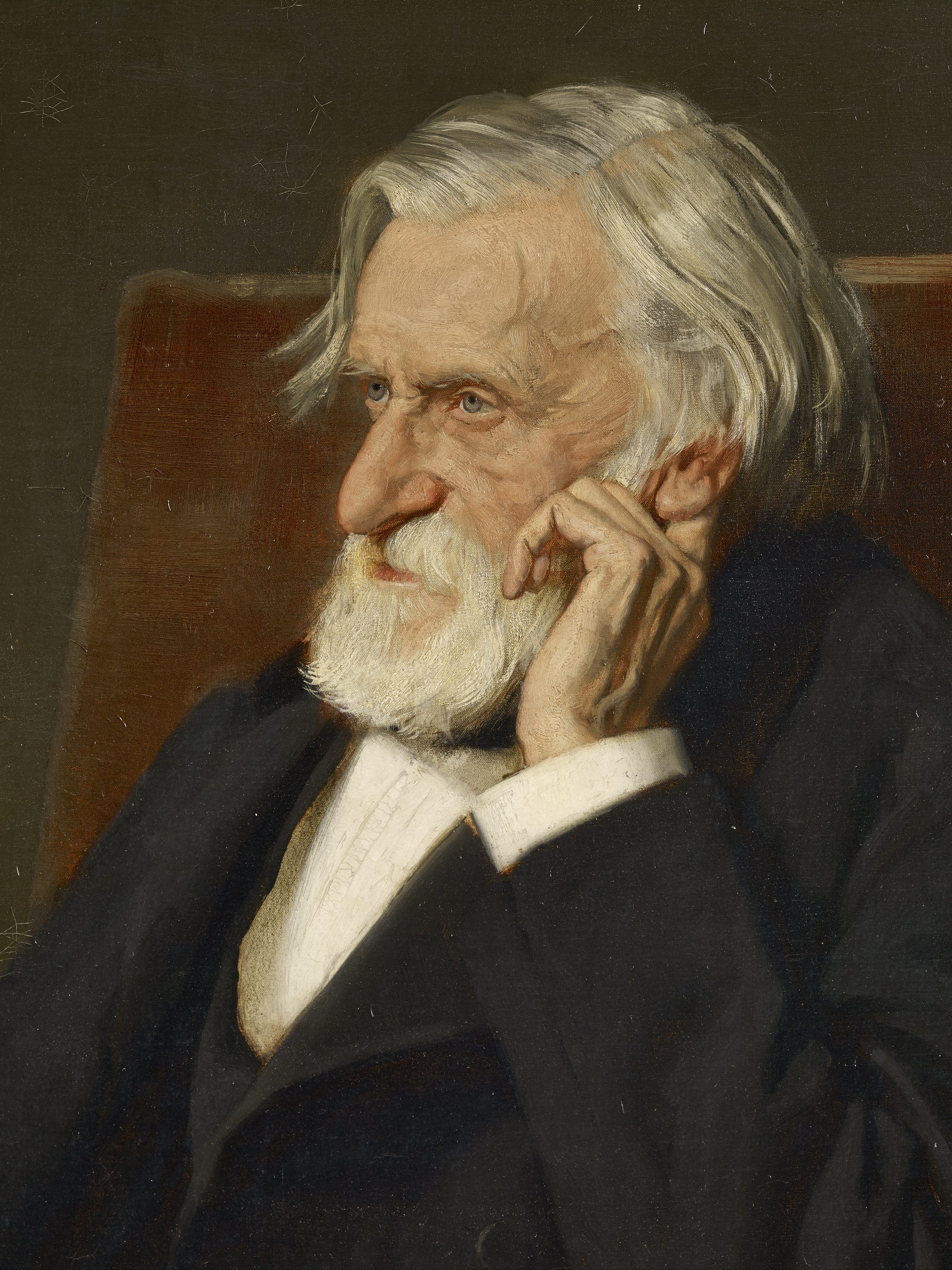
Portrait d’Ambroise Thomas
par André-Marcel Baschet (1896).

En dehors de ses opéras, Ambroise Thomas a composé quelques pièces de musique sacrée, de la musique pour orgue ainsi que de musiques symphonique et instrumentale, dont un Quatuor à cordes op. 1. Il participe surtout au mouvement musical et populaire de masses des orphéons. Pour eux, il a composé une Marche des Orphéons. Ce ne fut pas sa seule composition orphéonique. La première collection des Soirées orphéoniques publie en 1860 trois chœurs pour quatre voix d'hommes, le premier et le dernier sur des paroles d’Adolphe-Gustave Chouquet : Les Traineaux, La Vapeur et Le Tyrol. La même année, 137 sociétés chorales regroupant 3 000 orphéonistes traversent la Manche et remportent un triomphe auprès du public en chantant au Crystal Palace à Londres. Leur concert s'achève par deux œuvres créées spécialement pour la circonstance, sur des paroles de J.-F. Vaudin : La Nouvelle Alsace, musique de Jacques-Fromental Halévy, et France ! France !, musique d'Ambroise Thomas.
À la mort d'Esprit Auber en 1871, Thomas lui succède à la tête du Conservatoire. Il cesse alors de composer à l'exception de Françoise de Rimini (1874), qui ne réussit pas, et du ballet La Tempête (1889), toujours d’après Shakespeare, donné à l’Opéra de Paris. Pendant son directorat, il s’oppose aux influences germaniques. S'il attribue la classe d’orgue à César Franck en 1872, il bataille contre la nomination de Gabriel Fauré. Toujours sous sa direction, Jean-Vital Jammes est nommé professeur de déclamation lyrique, puis révoqué sans explications deux ans plus tard.

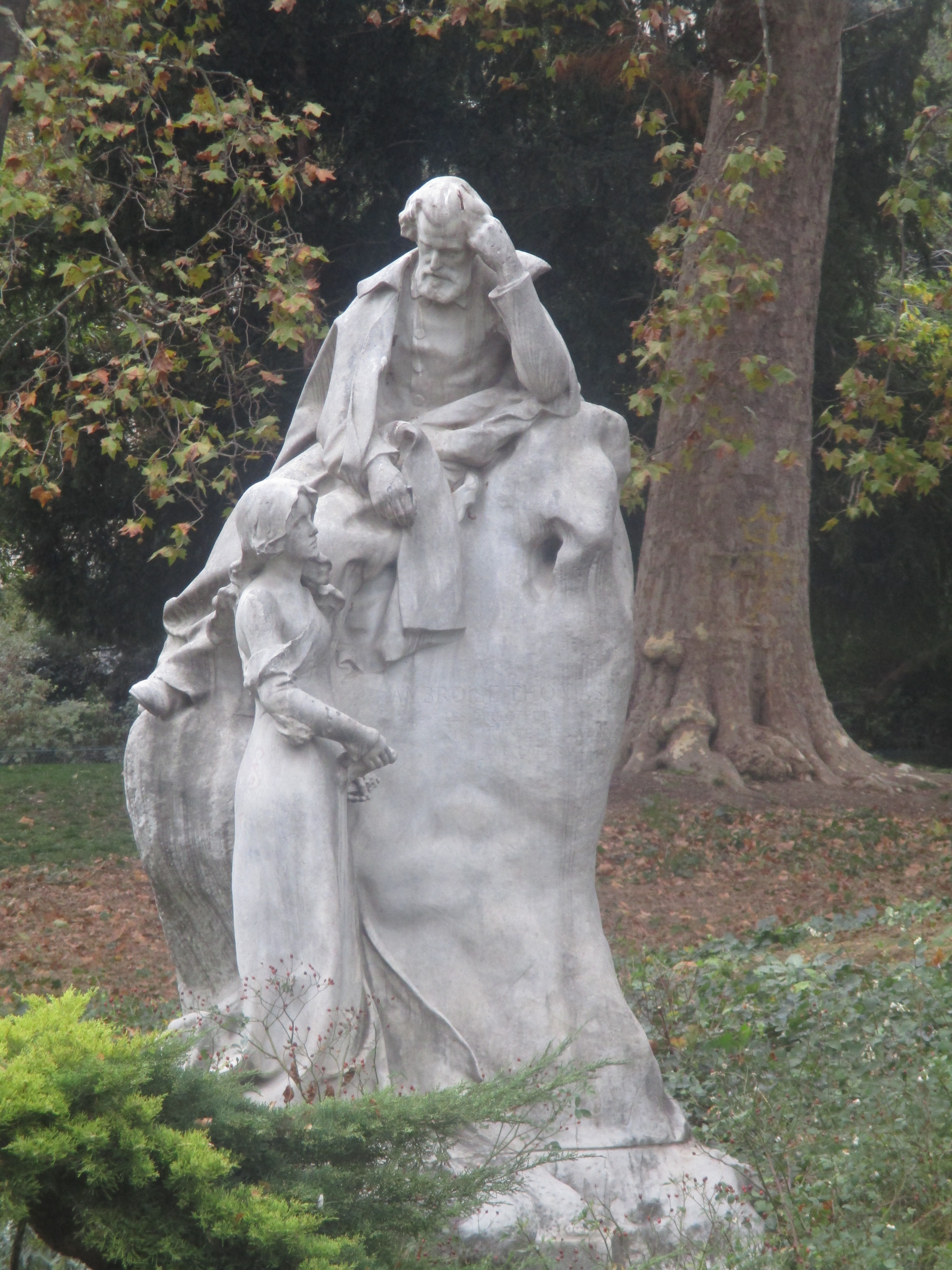
Statue d'Ambroise Thomas au parc Monceau à Paris par Alexandre Falguière.

En 1887, Thomas présida la commission placée auprès du ministre de la Guerre qui fut chargée d’établir une version officielle de La Marseillaise. La version ainsi arrangée fut jouée dans les cérémonies officielles jusqu’en 1974.

« Il y a deux espèces de musique, la bonne et la mauvaise. Et puis il y a la musique d’Ambroise Thomas »

a dit Emmanuel Chabrier : celui-ci pensait en effet que la musique d’Ambroise Thomas n’est ni bonne ni mauvaise ; légère, facile, mélodieuse, elle était avant tout faite pour plaire au public bourgeois du Second Empire. Le compositeur était, écrit Alfred Bruneau, 

« le dernier représentant de la longue génération de producteurs rapides qui, pendant un demi-siècle, alimentèrent avec une fécondité infatigable et peut-être excessive nos théâtres lyriques. Jeté dans la vie militante au temps facile des Auber et des Adolphe Adam, le doux chantre de Mignon, qui n’était point un novateur, n’eut d’autre ambition que de suivre la route indiquée par la mode. »

Il était membre de l'Académie de Stanislas.
Sa tombe se trouve dans la 28e division du cimetière de Montmartre.

## Distinctions
- Grand-croix de la Légion d'honneur (1894)

## Hommages et postérité
Une rue de Metz porte son nom.
Une avenue de Hyères dans le Var porte également son nom, elle longe le prisé parc Olibius Riquier. 

## Œuvres

### Opéras, opéras-comiques

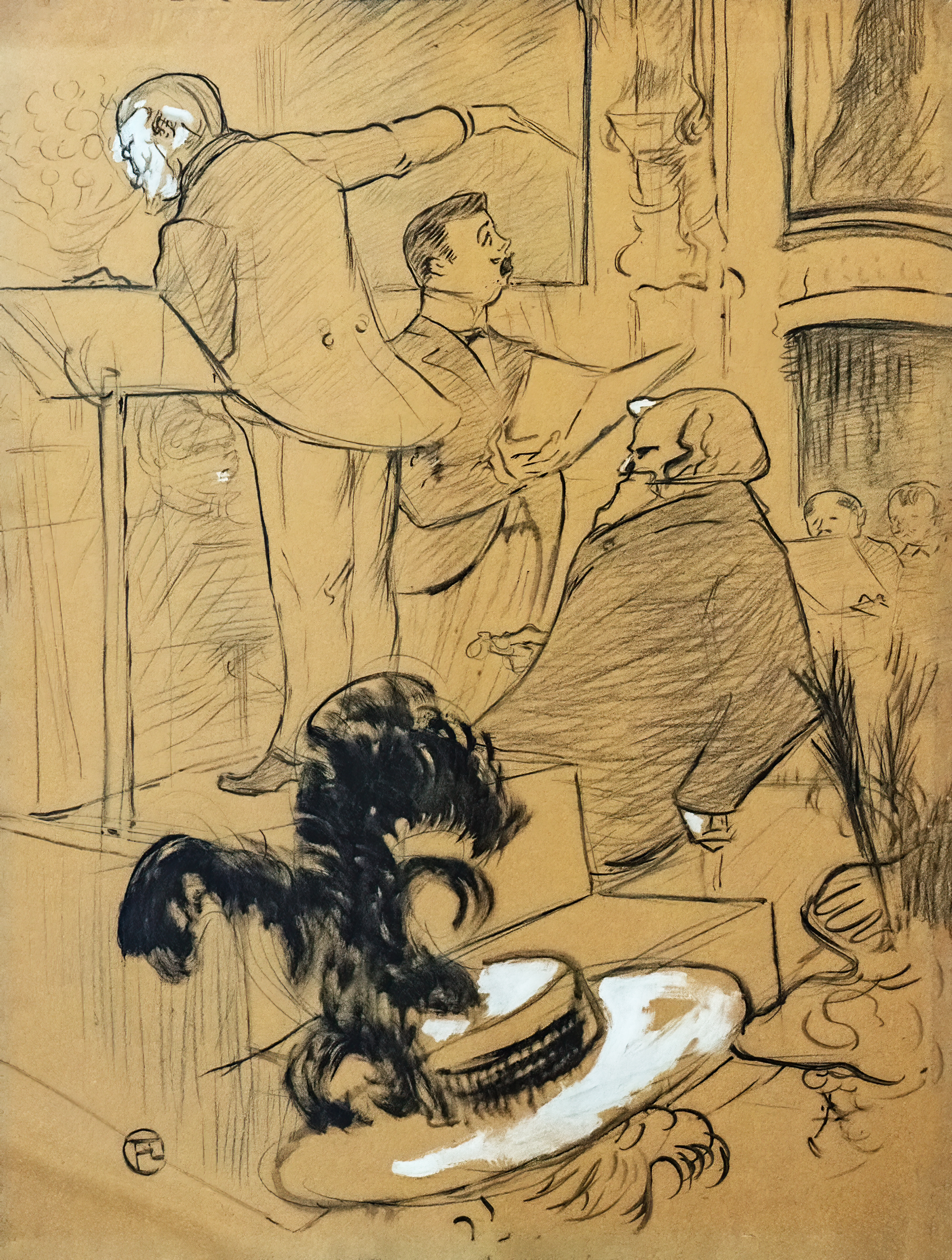
Ambroise Thomas assistant à une répétition de Françoise de Rimini par Henri de Toulouse-Lautrec - Musée Toulouse-Lautrec

- La Double Échelle, opéra-comique en un acte, livret d'Eugène de Planard, créé à l’Opéra-Comique le 23 août 1837
- Le Perruquier de la Régence, opéra-comique en trois actes, livret de Planard et Paul Duport, créé à l'Opéra-Comique le 30 mars 1838
- Le Panier fleuri, opéra-comique en un acte, livret d’Adolphe de Leuven et Joseph Rosier, créé à l'Opéra-Comique le 6 mai 1839
- Carline, opéra-comique en trois actes, livret de Léon-Lévy Brunswick et de Leuven, créé à l’Opéra-Comique le 24 février 1840
- Le Comte Carmagnola, opéra en deux actes, livret d’Eugène Scribe, créé à l’Académie royale de musique le 19 avril 1841
- Le Guerillero, opéra en deux actes, livret de Théodore Anne, créé à l’Académie royale de musique le 22 juin 1842
- Angélique et Médor, opéra-bouffe en un acte, livret de Thomas Sauvage, créé à l’Opéra-Comique le 10 mai 1843
- Mina ou le Ménage à trois, opéra-comique en trois actes, livret de Planard, créé à l’Opéra-Comique le 10 octobre 1843
- Le Caïd[10], opéra-bouffe en deux actes, livret de Sauvage, créé à l’Opéra-Comique le 3 janvier 1849
- Le Songe d’une nuit d’été[11], opéra-comique en trois actes, livret de Rosier et de Leuven, créé à l’Opéra-Comique le 20 avril 1850
- Raymond ou le Secret de la Reine, drame lyrique en trois actes, livret de Rosier et de Leuven, créé à l'Opéra-Comique le 5 juin 1851
- La Tonelli, opéra-comique en deux actes, livret de Sauvage, créé à l’Opéra-Comique le 30 mars 1853
- La Cour de Célimène, opéra-comique en deux actes, livret de Rosier, créé à l’Opéra-Comique le 11 avril 1855
- Psyché[12], opéra-comique en trois actes, livret de Michel Carré et Jules Barbier, créé à l’Opéra-Comique le 26 janvier 1857
- Le Carnaval de Venise, opéra-comique en trois actes, livret de Sauvage, créé à l’Opéra-Comique le 9 décembre 1857
- Le Roman d’Elvire, opéra-comique en trois actes, livret d’Alexandre Dumas et de Leuven, créé à l’Opéra-Comique le 24 février 1860
- Mignon, tragédie lyrique en trois actes et 5 tableaux, livret de Michel Carré et Jules Barbier, créé à l’Opéra-Comique le 17 novembre 1866
- Hamlet, opéra en cinq actes, livret de Carré et Barbier, créé à l’Opéra Le Peletier (Paris) le 9 mars 1868
- Gille et Gillotin, opéra-comique en un acte, livret de Sauvage, créé à l’Opéra-Comique le 22 avril 1874[13]
- Françoise de Rimini, opéra en cinq actes, livret de Carré et Barbier, créé salle Ventadour le 14 avril 1882

### Ballets
- La Gypsy (II Acte), 1839 (Chor. Joseph Mazilier)
- Betty, 1846 (chor. Joseph Mazilier)
- La Tempête, 1889

### Autres

#### Musique pour orgue
- Offertoire (ut majeur), publiées dans le journal La Maîtrise de Niedermeyer, 2e année, n° 8 (15 novembre 1858), Paris.
- Prière  (fa majeur), publiées dans le journal La Maîtrise de Niedermeyer, 2e année, n° 10 (15 janvier 1859), Paris.

## Discographie sélective au 08/03/2018

### Œuvres lyriques
- Le Caïd, opéra-comique en 2 actes, de 1849 : Duo « Ciel ! Vous chantiez... » : Thébault, Pruvost, Orchestre Philharmonique de Kosice, dir. : Didier Talpain, 1 CD BRILLIANT (compléments : Gounod, Halévy, Massenet, Paladilhe, Saint-Saëns) enregistré en 2010
- Le Songe d'une nuit d'été, opéra-comique en 3 actes, de 1850 : Micheau, Legay, Depraz, Turba-Rabier... Chœurs et Orchestre non précisés, dir. : Manuel Rosenthal, 2 CD MALIBRAN enregistrés en 1956
- Raymond ou le Secret de la reine, drame lyrique de 1851 : Ouverture (+ Ouverture de « Mignon »), par l'Orchestre Symphonique de Detroit, dir. : Paul Paray, 1 CD MERCURY (compléments : Bizet), enregistré en 1960
- Mignon, extraits de l'opéra en 3 actes, de 1856 : Cernay, d'Arkor, Tragin, Dumoulin… Chœurs et Orchestre du Théâtre Royal de la Monnaie de Bruxelles, dir. : Maurice Bastin, 1 CD MM (MUSIC MEMORIA) (compléments : Récital André d'Arkor, ténor, dans : Boieldieu, Delibes, Gounod, Massenet, Bazin), reconstitution technique à partir de cires originales dans les studios Voxigrave à Paris (1990)
- Mignon, opéra en 3 actes, de 1856 : Horne, Welting, Vanzo... Philharmonia Orchestra, dir. : Antonio de Almeida, 3 CD SONY enregistrés en 1977
- Mignon, opéra en 3 actes, de 1856 : Vignon, Gabriel, Massis, Courtis, Ermelier, Cassard, Chœurs du Théâtre Français de la Musique, Ensemble orchestral Harmonia Nova, dir. : Stéphane Denève, 2 CD ACCORD MUSIDISC enregistrés en 1996
- Hamlet, opéra en 5 actes, de 1868 : Milnes, Sutherland, Morris, Conrad, Winbergh, Tomlinson, Chœurs et Orchestre de l'Opéra National du Pays de Galles, dir. : Richard Bonynge, 3 CD DECCA enregistrés en 1983
- Hamlet, opéra en 5 actes, de 1868 : Hampson, Anderson, Ramey... Chœurs & Orchestre Philharmonique de Londres, dir. : Antonio de Almeida, 3 CD EMI, enregistrés en 1993
- Françoise de Rimini, opéra de 1874 : Ballet : English Chamber Orchestra, dir. : Richard Bonynge, coffret 10 CD DECCA (compléments divers Fête du ballet), enregistré en 1988

### Musique de chambre
- Quatuor à cordes : Quatuor Daniel, 1 CD DISCOVER (compléments : Gounod, Lalo), enregistré en 1991

## Sources
- Elisabeth ROGEBOZ-MALFROY : Ambroise Thomas, ed. Cêtre, Besançon, 1994.